# Никола II де Бришанто
Никола де Бришанто (фр. Nicolas de Brichanteau; 1582 — ноябрь 1654), маркиз де Нанжи — французский военный деятель.

## Биография
Сын Антуана де Бришанто, маркиза де Нанжи, и Антуанетты де Ларошфуко.
Маркиз де Нанжи, барон де Шарантон, де Мейян, и прочее. Капитан ордонансовой роты из пятидесяти тяжеловооруженных всадников, член Государственного и Тайного советов.
В 1594 году участвовал в осаде Лана, в 1595-м в осаде Дижона и битве при Фонтен-Франсез.
23 января 1596 в Фонтенбло был назначен капитаном королевской охоты, сменив вышедшего в отставку адмирала Дамвиля. В том же году участвовал в осаде Ла-Фера, а в следующем году в осаде Амьена. Сопровождал Генриха IV при завоевании Савойи в 1600 году.
27 мая 1611 маркизу был пожалован пенсион в 3 600 ливров, увеличенный до шести тысяч 6 ноября 1616, когда Бришанто отказался от должности капитана охоты по возвращении из Гиени, куда он сопровождал юного Людовика XIII. 14 марта 1619 получил роту из шестидесяти шеволежеров, которой он командовал в поездке в Беарн. 31 декабря того же года был пожалован в рыцари орденов короля. В следующем году командовал своей ротой при атаке укреплений сторонников Марии Медичи в Пон-де-Се.

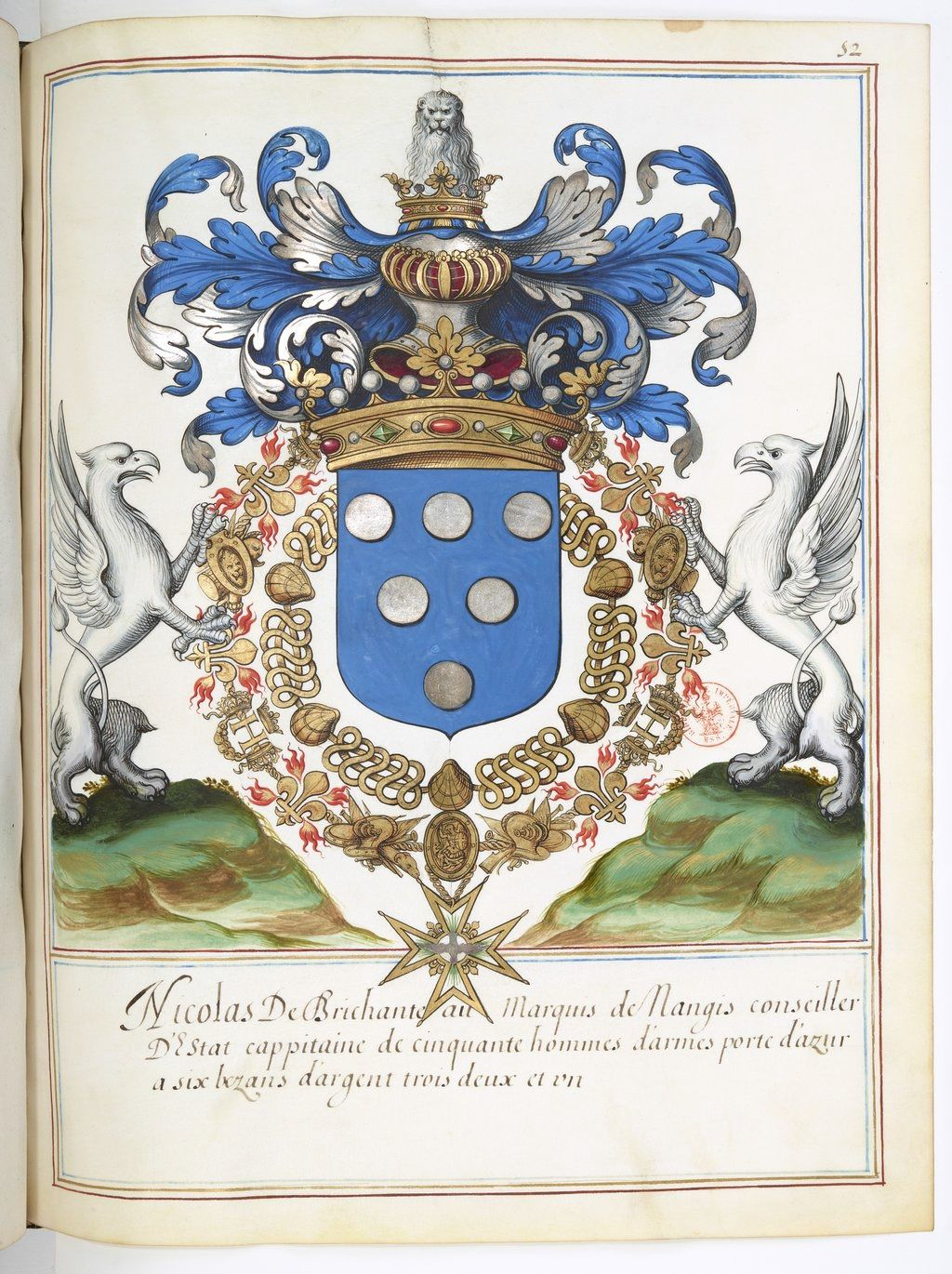
Герб Никола де Бришанто

Служил при осадах Сен-Жан-д’Анжели, Клерака и Монтобана (1621), в лагере под Монтобаном 28 октября 1621 был назначен лейтенантом роты шеволежеров принца Конде, который дал ему соответствующий патент 1 января 1622. В тот же день получил патент государственного советника; в кампанию того года участвовал в осадах Сент-Антонена и Монпелье.
13 февраля 1625 произвел раздел семейных владений со своими братьями.
Кампмаршал (15.03.1628), служил в Лангедоке под командованием принца Конде, которого сопровождал при осадах Памье, Ле-Мас-д’Азиля и всех экспедициях до 1631 года.
1 августа 1635 получил командование в городе и цитадели Лана. Патентом от 16 августа набрал пехотный полк своего имени, который был распущен в 1637 году, когда маркиз оставил командование в Лане. 25 июня 1641 ему было поручено командование в Труа и зависимых от него землях, а 8 февраля 1642 снова дано командование в городе и цитадели Лана в отсутствие маршала д'Эстре.
3 августа 1643 принес графу де Дрё оммаж за Бришанто.
С 1 сентября 1644 по март 1645 командовал Пикардийским полком, сменив в должности своего умершего сына маркиза де Нанжи.
Земли Ла-Круазет, Сент-Амбруаз, Гран-Мальре, Марёй, Эшалюс и Ле-Форж, оцениваемые в 158 882 ливра 2 су, были переданы маркизу в соответствии с правами его жены на наследство дома Рошфоров постановлением от 29 октября 1635 генерального наместника Иссудена, назначенного комиссаром для разбирательства в этом деле Бордосским парламентом 5 февраля того же года. Маркиз вступил во владение 30 и 31 октября 1635.
16 марта 1648 передал своему сыну Шарлю земли Нанжи, Фонтен, Байи, Ла-Шапель, Арабле, Кло-Фонтен, Вьенн, Монтрамбль, Карруа, Марше, Мальнуэ и Ле-Кло, расположенные в Мелёнском бальяже, а также Бришанто, в соответствие с кутюмами Шартра, и половину земель Лезин и Суньоль в Провенском бальяже, с субституцеий другому его сыну Клоду-Альфонсу. Он обновил это дарение 29 июля 1652, добавив землю Марёй в Берри, Мейян, Шарантон, Понди и Марёй в Бурбонне, с правами на баронию Линьер и субституцией земель Бришанто и баронии Линьер только детям его брата барона де Гюрси.
Составил завещание 17 апреля 1648 в Нанжи, затем внес в него ряд дополнений, подтвердив вышеуказанную донацию, и распорядившись своим погребением рядом с могилой первой жены в часовне Нанжи.
Закончил составление воспоминаний, начатых его отцом, а также оставил рукописи собственного сочинения.

## Семья
1-я жена (контракт 15.09.1612): Франсуаза-Эме де Рошфор (ум. 19.10.1638), дочь Анна де Рошфора, сеньора де Марёя и де Ла-Круазета, барона де Фролуа, и Шарлотты де Сотур. В браке владела землей Марёй в Иссуденском бальяже с фьефом Эшалюз, оценивавшимися в 83 800 ливров, и доставшимися ей от матери. 1 апреля 1617 была определена универсальной наследницей своего дяди Антуана де Рошфора, барона де Фролуа, консеньора Пуазё и Ла-Перьера, с условием субституции для ее детей обоего пола. Это завещание было утверждено с дополнением от 16 декабря 1623, объявлявшим субституцию доступной для Франсуа де Бришанто, второго сына его племянницы. Составила завещание 12 января 1637 в Марёе
Дети:
- Эдм (р. 2.06.1614, ум. вскоре после крещения)
- Антуан (30.06.1615, ум. юным)
- Антуанетта (17.06.1616 — после 1668). Муж (контракт 18.10.1634): Франсуа д'Отель-д'Экло, сеньор де Донкур и де Лоншан, называемый маркизом д'Экло. Принесла в приданое 63 000 ливров. 9 марта 1645 отказалась от претензий на наследство матери и братьев в обмен на 15 000 ливров или 750 ливров ренты; получила еще 15 000 ливров в дар от своего отца 29 июля 1652
- Филипп (20.08.1617, ум. в десятилетнем возрасте)
- Франсуа (4.10.1618—14.07.1644), маркиз де Нанжи. Жена (1644): Мари де Байёль, дочь Никола де Байёля, барона де Шатогонтье, и Элизабет-Мари Малье дю Уссе
- Анн (19.01.1620—?), монахиня конгрегации Нотр-Дам-де-Провена под именем сестры Франсуазы Страстей
- Мадлен (4.04.1621—?), монахиня в той же обители (1637)
- Шарль (11.10.1622—4.06.1652), аббат Барбо до 17 февраля 1644, затем 17 октября того же года обозначен как барон де Фролуа, и прочее, и маркиз де Нанжи. Отец передал ему земли, принадлежавшие старшему сыну и обязал выплачивать 3000 ливров ренты вдове Франсуа, как половину вдовьей доли. 7 августа 1651 назначен депутатом от знати Мелёнского бальяжа на Генеральные штаты, утвержден постановлением Государственного совета 11 сентября. Жена (контракт 28.03, брак 23.05.1650): Мари Лебутейе, дочь Жана Лебутейе де Санлиса и Элизабет де Прюнеле. Принесла в приданое 150 000 ливров. Брак бездетный. Вторым браком 12 ноября 1653 вышла за Анри-Огюста д'Орлеана (ум. 1698), маркиза де Ротлена
- Клод-Альфонс (1632—15.07.1658), маркиз де Нанжи. Жена (1656): Анн-Анжелика д’Алуаньи де Рошфор (ум. после 1676), дочь Луи д’Алуаньи, маркиза де Рошфора, и Мари Абер де Монмор

2-я жена (контракт 16.12.1640): Катрин Эннекен, дочь Антуана Эннекена, сеньора д'Асси, президента Парижского парламента, и Жанны Эннекен, вдова Шарля де Бальзака, сеньора де Дюна, и Сезара де Бальзака, сеньора де Жье